# تور دو فرانس ۲۰۱۱
تور دو فرانس ۲۰۱۱ نودوهشتیمن دورهٔ رقابت دوچرخه‌سواری تور دو فرانس بود که یکی از گرند تورهای دوچرخه‌سواری محسوب می‌شود. این رقابت در ۲ ژوئیه در مسیل دو گوا آغاز شد و در ۲۴ ژوئیه در شانزلیزه خاتمه یافت. رکابزنان ۲۱ مرحله به مسافت ۳۶۳۰ کیلومتر را در ۲۳ روز رکاب زدند. بخشی از دو مرحلهٔ تور در ایتالیا برگزار شد. به مناسبت صدمین سال قرارگیری آلپ در مسیر تور، بیشتر تمرکز تور بر این کوهستان بود. کدل ایونز از تیم مسابقه بی‌ام‌سی برندهٔ رده‌بندی اصلی شد. اندی اشلک و برادرش فرانک (هر دو از لئوپارد ترک) بر سکوهای دوم و سوم ایستادند.
ایونز نخستین رکابزن استرالیایی بود که قهرمان تور شد. مارک کاوندیش (اچ‌تی‌سی-هایرود) برندهٔ رده‌بندی امتیازی و ساموئل سانچز (ایوسکالتل-ایوسکادی) برندهٔ رده‌بندی کوهستان شدند. پیر رولان قهرمان رده‌بندی رکابزن جوان شد و قهرمانی رده‌بندی تیمی به گارمین–سرولو رسید. ژرمی روآ (اف‌دی‌جی) نیز جایزهٔ ابرجنگندگی تور را کسب کرد.

## تیم‌ها و رکابزنان
۲۲ تیم در تور دو فرانس ۲۰۱۱ شرکت کردند. همهٔ ۱۸ تیم جهانی بایستی در تور حضور می‌یافتند. در ۱۹ ژانویهٔ ۲۰۱۱ سازمان ورزشی آموری که برگزار کنندهٔ تور بود، چهار تیم حرفه‌ای قاره‌ای که سهمیهٔ شرکت در تور را دریافت کرده بودند، معرفی کرد. این سهمیه‌ها به چهار تیم فرانسوی رسید. معارفهٔ تیم‌ها و رکابزنان در مقابل رسانه‌ها در ۳۰ ژوئن درون آمفی‌تئاتر رومی پارک موضوعی پوی دو فو در وانده انجام شد.
هر تیم شامل ۹ رکابزن بود و تور با حضور ۱۹۸ رکابزن آغاز شد. ۴۹ رکابزن برای نخستین بار در تور شرکت می‌کردند و ۱۶۹ رکابزن توانستند تور را به پایان برسانند. رکابزنانی از ۳۰ کشور در تور حضور داشتند.
تیم‌های جهانی
- آژ۲آر لا موندیال
- آستانه
- تیم مسابقه بی‌ام‌سی
- ایوسکالتل-ایوسکادی
- گارمین–سرولو
- اچ‌تی‌سی-هایرود
- کاتیوشا
- لامپره-آی‌اس‌دی
- لئوپارد ترک
- لیکویگاس-کنندیل
- موویستار
- امگا فارما-لوتو
- کوئیک‌استپ
- رابوبانک
- تیم ریدیوشک
- ساکسو بانک-سونگارد
- تیم اسکای
- وکانسولیل–دی‌سی‌ام

تیم‌های حرفه‌ای قاره‌ای
- کوفیدیس
- تیم اروپ‌کار
- اف‌دی‌جی
- سور-سوجاسون

## مسیر و مراحل
کریستیان پرودوم (مدیر تور) در ۲۶ ژانویه ۲۰۱۰ دپارتمان وانده را به عنوان میزبان مراحل نخست تور ۲۰۱۱ معرفی کرد. مسیر کامل تور در ۱۹ اکتبر ۲۰۱۰ مراسمی در کاخ کنگرهٔ پاریس اعلام شد. برای یادبود صدمین سال معرفی آلپ در تور، دوتا از مشهورترین سربالایی‌های آن یعنی آلپ دوئز و گردنه گالیبیه در مسیر تور گنجانده شدند.
دو مرحلهٔ نخست در وانده برگزار شد. مرحلهٔ سوم به سوی شمال رفت و دو مرحلهٔ بعدی در برتانی اجرا شد. تور در مراحل هفتم و هشتم در مرکز کشور برگزار شد و مرحلهٔ نهم وارد ماسیف سنترال شد. دو مرحلهٔ بعد در دامنه‌های پست این کوه انجام شد و در مرحلهٔ دوازدهم مسابقه را وارد پیرنه کرد. این رشته کوه میزبان دو مرحلهٔ بعدی بود. تور در مراحل هفدهم و هجدهم وارد ایتالیا شد و مرحلهٔ نوزدهم در آلپ به انجام رسید. مرحلهٔ بیستم در نزدیکی گرونوبل به پایان رسید و پس از سفری طولانی، تور در شانزه‌لیزه پاریس خاتمه یافت.
در ۲۱ مرحلهٔ تور جمعاً مسافت ۳۶۳۰ کیلومتر طی شد که ۱۲ کیلومتر کمتر از دورهٔ پیشین بود. مرحلهٔ هفتم به مسافت ۲۱۸ کیلومتر، طولانی‌ترین مرحله بود. دو مرحلهٔ دوم و بیستم به مسافت ۶۵٫۵ کیلومتر به صورت تایم تریل برگزار شد. ۱۰ مرحله مسطح، ۳ مرحله نیمه‌کوهستانی و ۶ مرحله کوهستانی درجه‌بندی شدند. خط پایان چهار مرحله، سربالایی بود. نخستین بار بود که یکی از مراحل تور در ارتفاع ۲۶۴۵ متری از سطح دریا (گردنهٔ گالیبیه) خاتمه می‌یافت.
| مرحله | تاریخ    | مسیر                                                 | مسافت                      | نوع                        | نوع                        | برنده                      |
| ----- | -------- | ---------------------------------------------------- | -------------------------- | -------------------------- | -------------------------- | -------------------------- |
| ۱     | ۲ ژوئیه  | Passage du Gois به Mont des Alouettes                | ۱۹۱٫۵ کیلومتر (۱۱۹ مایل)   |                            | مرحلهٔ مسطح                 | فیلیپ گیلبرت (BEL)         |
| ۲     | ۳ ژوئیه  | لو اسار                                              | ۲۳٫۰ کیلومتر (۱۴ مایل)     |                            | تایم تریل تیمی             | گارمین–سرولو               |
| ۳     | ۴ ژوئیه  | Olonne-sur-Mer به ردون                               | ۱۹۸٫۰ کیلومتر (۱۲۳ مایل)   |                            | مرحلهٔ مسطح                 | تایلر فارر (USA)           |
| ۴     | ۵ ژوئیه  | لوریان به مور-دو-برتانی                              | ۱۷۲٫۵ کیلومتر (۱۰۷ مایل)   |                            | مرحلهٔ مسطح                 | کدل ایونز (AUS)            |
| ۵     | ۶ ژوئیه  | کاره به Cap Fréhel                                   | ۱۶۴٫۵ کیلومتر (۱۰۲ مایل)   |                            | مرحلهٔ مسطح                 | مارک کاوندیش (GBR)         |
| ۶     | ۷ ژوئیه  | دینان به لیزیو                                       | ۲۲۶٫۵ کیلومتر (۱۴۱ مایل)   |                            | مرحلهٔ مسطح                 | ادوالد بوئاسون هاگن (NOR)  |
| ۷     | ۸ ژوئیه  | لو مان به شاتورو                                     | ۲۱۸٫۰ کیلومتر (۱۳۵ مایل)   |                            | مرحلهٔ مسطح                 | مارک کاوندیش (GBR)         |
| ۸     | ۹ ژوئیه  | ایگوراند به Super Besse                              | ۱۸۹٫۰ کیلومتر (۱۱۷ مایل)   |                            | مرحلهٔ نیمه‌کوهستانی         | روی کاستا (POR)            |
| ۹     | ۱۰ ژوئیه | Issoire به سن-فلور                                   | ۲۰۸٫۰ کیلومتر (۱۲۹ مایل)   |                            | مرحلهٔ نیمه‌کوهستانی         | لوئیس لئون سانچس (ESP)     |
|       | ۱۱ ژوئیه | Le Lioran                                            | Le Lioran                  |                            | روز استراحت                | روز استراحت                |
| ۱۰    | ۱۲ ژوئیه | اوریاک به Carmaux                                    | ۱۵۸٫۰ کیلومتر (۹۸ مایل)    |                            | مرحلهٔ مسطح                 | آندره گرایپل (GER)         |
| ۱۱    | ۱۳ ژوئیه | Blaye-les-Mines به لاوور                             | ۱۶۷٫۵ کیلومتر (۱۰۴ مایل)   |                            | مرحلهٔ مسطح                 | مارک کاوندیش (GBR)         |
| ۱۲    | ۱۴ ژوئیه | Cugnaux به Luz Ardiden                               | ۲۱۱٫۰ کیلومتر (۱۳۱ مایل)   |                            | مرحلهٔ کوهستانی             | ساموئل سانچز (ESP)         |
| ۱۳    | ۱۵ ژوئیه | پو به لوردس                                          | ۱۵۲٫۵ کیلومتر (۹۵ مایل)    |                            | مرحلهٔ کوهستانی             | تور هوشاود (NOR)           |
| ۱۴    | ۱۶ ژوئیه | سن گودن به Plateau de Beille                         | ۱۶۸٫۵ کیلومتر (۱۰۵ مایل)   |                            | مرحلهٔ کوهستانی             | یله فانندرت (BEL)          |
| ۱۵    | ۱۷ ژوئیه | Limoux به مون‌پلیه                                    | ۱۹۲٫۵ کیلومتر (۱۲۰ مایل)   |                            | مرحلهٔ مسطح                 | مارک کاوندیش (GBR)         |
|       | ۱۸ ژوئیه | دروم                                                 | دروم                       |                            | روز استراحت                | روز استراحت                |
| ۱۶    | ۱۹ ژوئیه | Saint-Paul-Trois-Châteaux به گپ                      | ۱۶۲٫۵ کیلومتر (۱۰۱ مایل)   |                            | مرحلهٔ نیمه‌کوهستانی         | تور هوشاود (NOR)           |
| ۱۷    | ۲۰ ژوئیه | گپ به پینرولو (ایتالیا)                              | ۱۷۹٫۰ کیلومتر (۱۱۱ مایل)   |                            | مرحلهٔ کوهستانی             | ادوالد بوئاسون هاگن (NOR)  |
| ۱۸    | ۲۱ ژوئیه | پینرولو (ایتالیا) to Col du Galibier-Serre Chevalier | ۲۰۰٫۵ کیلومتر (۱۲۵ مایل)   |                            | مرحلهٔ کوهستانی             | اندی اشلک (LUX)            |
| ۱۹    | ۲۲ ژوئیه | مودان به آلپ دوئز                                    | ۱۰۹٫۵ کیلومتر (۶۸ مایل)    |                            | مرحلهٔ کوهستانی             | پیر رولان (FRA)            |
| ۲۰    | ۲۳ ژوئیه | گرونوبل                                              | ۴۲٫۵ کیلومتر (۲۶ مایل)     |                            | تایم تریل انفرادی          | تونی مارتین (GER)          |
| ۲۱    | ۲۴ ژوئیه | کرتی به پاریس                                        | ۹۵٫۰ کیلومتر (۵۹ مایل)     |                            | مرحلهٔ مسطح                 | مارک کاوندیش (GBR)         |
|       | مجموع    | مجموع                                                | ۳٬۶۳۰ کیلومتر (۲٬۲۵۶ مایل) | ۳٬۶۳۰ کیلومتر (۲٬۲۵۶ مایل) | ۳٬۶۳۰ کیلومتر (۲٬۲۵۶ مایل) | ۳٬۶۳۰ کیلومتر (۲٬۲۵۶ مایل) |